# 真犬齒獸下目
真犬齒獸下目（Eucynodontia）是一個似哺乳爬行動物演化支，屬於合弓綱獸孔目的犬齒獸亞目，包含現代哺乳動物的直系祖先與其旁系近親。其成員可分成肉食性與草食性。存在時間可能從晚二疊紀或早三疊紀，直到現代。關於真犬齒獸類的論述集中在晚三疊紀到晚白堊紀的原始哺乳類上。

## 犬頜獸科
真犬齒獸類中最早最基礎的成員是犬頜獸。這種狼大小的掠食者幾乎分布在全世界。下頜的90%是獨自承受牙齒的骨頭，稱為齒骨（Dentary）。牙齒經過特化，使它們有不同的作用，包括撕裂與咀嚼。鱷魚撕裂獵物但不能咀嚼。牠們是有效率的掠食動物，但進食雜亂且大量耗費。犬頜獸的耳朵有一塊獨立骨頭可協助聽力(鐙骨)。下頜與頭骨間由稱為關節骨（Articular）與方骨（Quadrate）的關節連結。
犬頜獸是犬頜獸科中的唯一代表。然而，目前已知更多的衍生近親。
- 犬頜獸科
  - 犬頜獸
- Probainognathidae科
  - Probainognathus
  - Lepagia（可能）
- 不清楚分類傾向
  - Ecteninion
  - Hahnia

## 奇尼瓜齒獸超科
更多的非哺乳真犬齒獸類被發現。主要的肉食性支系是奇尼瓜齒獸超科（Chiniquodontoidea）。有些人計劃將這超科分為兩科。

### 奇尼瓜齒獸科
奇尼瓜齒獸科（Chiniquodontidae）的化石最主要來自南美洲晚三疊紀的下層地層。有些難以分辨的化石(主要是牙齒)從歐洲三疊紀中到晚期的地層發現。Aleodon是從非洲中三疊紀的地層發現，也被歸於這科中，但是其分類還有問題。牠們的大小從迷你的Gaumia，到狗大小的奇尼瓜齒獸（Chiniquodon）。
奇尼瓜齒獸科 Chiniquodontidae 
- 奇尼瓜齒獸 Chiniquodon
- Aleodon
- Belesodon
- Gaumia
- Probelesodon

### Dromatheriidae科

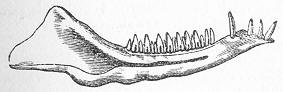
Dromatherium的下頜

Dromatheriidae科是基於很小的牙齒所建立起的科，生存在晚三疊紀的歐洲、北美、可能還有印度。雖然化石很稀少，但是化石很像哺乳類。哺乳類祖先的牙齒應該類似這科動物的牙齒，但這些化石還不足以代表人類的祖先。需要更多的化石來證明。這一科應該是個非正式的分類，而非天然分類。
Dromatheriidae科：
- Dromatherium
- 小椎獸 Microconodon
- Pseudotriconodon
- Tricuspes

### Therioherpetidae科
另一個可能被包括在奇尼瓜齒獸超科裡的是Therioherpetidae科，生存在晚三疊紀的南美，可能還有歐洲。Therioherpeton曾被歸類為Dromatheriidae科。也曾被歸類為三稜齒獸科。目前還需要更多的發現與研究。住在南美的成員約老鼠大小，歐洲的Meurthodon更小。
- Therioherpetidae科： 
  - Therioherpeton
  - Charruodon
  - Meurthodon
- 分類傾向不確定：
  - Eoraetia
  - 昆明獸 Kunminia

### 三稜齒獸科
奇尼瓜齒獸超科中唯一在三疊紀之後還存活的是三稜齒獸科（Tritheledontidae或Trithelodontidae）。牠們是小型食蟲性生物，長達20公分長，而牠們的生活方式推定是極度類似第一批哺乳類。這能解釋它們的滅絕。化石在晚三疊紀的南美、早侏儸紀的南美與北美發現。
- 三稜齒獸科：
  - 三稜齒獸 Tritheledon
  - 雙節頜獸 Diarthrognathus
  - Pachygenelus
  - Pattsia
  - 里奧格蘭德獸 Riograndia

## Gomphodonts、三瘤齒獸科
傳統上，奇尼瓜齒獸超科的草食性部分都被列入Gomphodonts（意為釘狀牙齒）項目中。牠們的生存在早三疊紀到早白堊紀，化石在除了澳洲以外的每個大陸都有發現。牠們也被歸類於三瘤齒獸科。這個分法比較像是權宜的作法，而非有系統的分類。

### 冕齒獸科

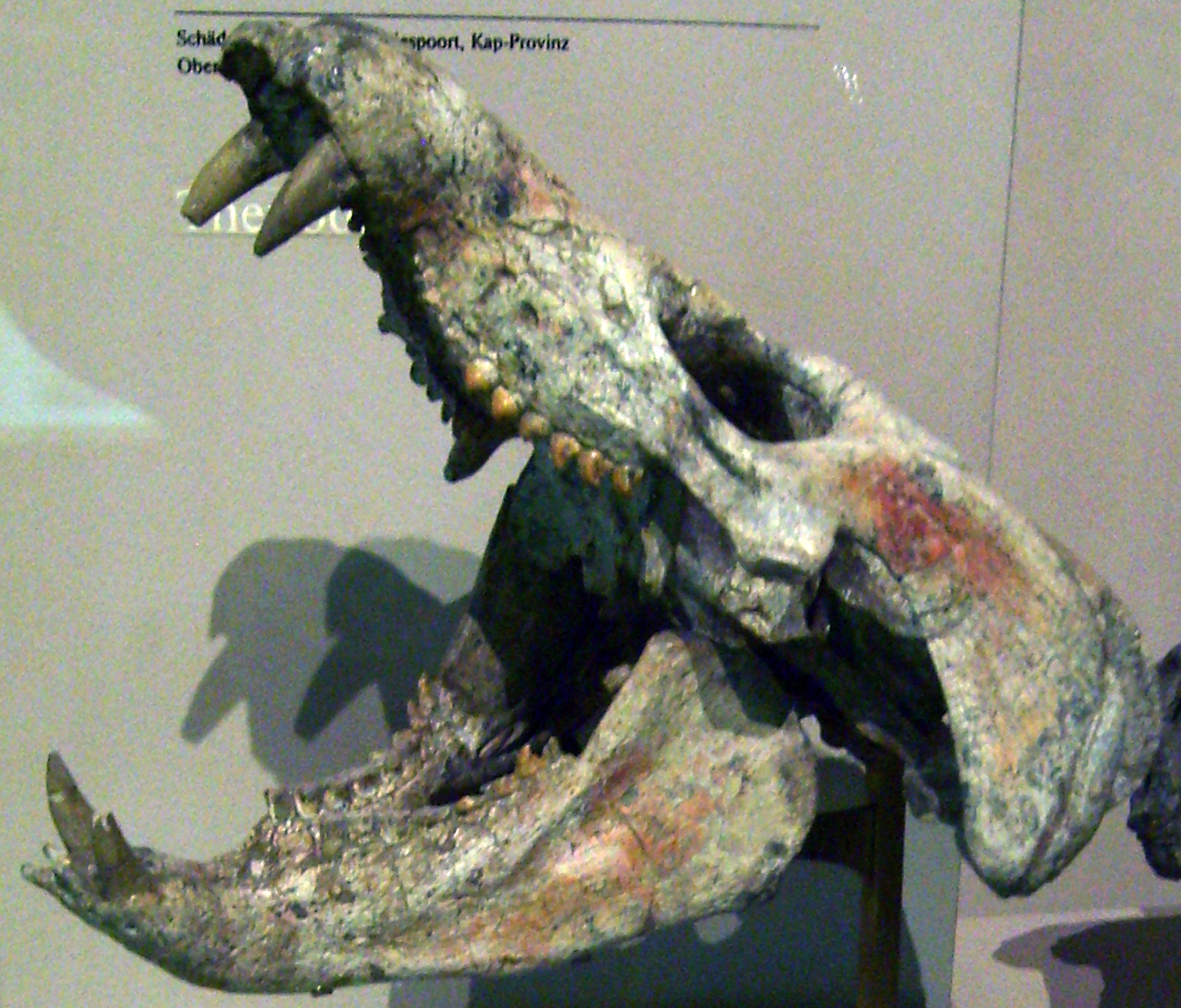
冕齒獸的頭顱骨，柏林自然史博物館

這科動物中最基本的代表是冕齒獸科（Diademodontidae）。大部份化石來自早三疊紀的南美。其他來自亞洲，可能還有南極洲。
冕齒獸科 Diademodontidae：
- 冕齒獸 Diademodon
- Hazhenia
- Ordosiodon
- Titanogomphodon

### 三脊齒獸科
更衍生演化出的是三脊齒獸科，生存在非洲、亞洲、俄羅斯、可能還有北美。有些物種類似同時代的冕齒獸科，而這分支似乎存活到中侏儸紀。Trirachodon共同生存在擁擠的地方。它們的化石，與它們居住的洞穴，在南美發現。
三脊齒獸科 Trirachodontidae：
- 三脊齒獸屬 Trirachodon
- Cricodon
- 新三脊齒獸屬 Neotrirachodon
- 中國頜獸 Sinognathus

### 橫齒獸科
三疊紀Gomphodonts中，最多樣性的是橫齒獸科（Traversodontidae）。這科動物在早三疊紀出現，並存活到三疊紀結束。原始的代表相當小，較晚的品種可達50公分長。最近發現的化石來自於三疊紀末的歐洲，發現的是牙齒，來自於類似鼩鼱大小的動物。化石以在各大洲發現，除了澳洲與南極洲以外，而最好的化石來自於阿根廷與巴西的晚三疊紀的下層地層，可能是橫齒獸類的全盛時期。
橫齒獸科 Traversodontidae：
- 橫齒獸（Traversodon）
- Andescynodon
- Arctotraversodon
- Boreogomphodon
- Colbertosaurus
- Dadadon
- Exaeretodon
- 闊齒鱷獸屬 Gomphodontosuchus
- Habayia
- Ischignathus
- 盧安瓜獸（Luangwa）
- 囓頜獸（Massetognathus）
- Maubeugia
- Menadon
- Microscalenodon
- Pascualgnathus
- 磚臼齒獸（Plinthogomphodon）
- Rosieria、Rusconiodon
- Scalenodon
- Scalenodontoides
- Theropsodon

### 三瘤齒獸科
三瘤齒獸科可能是從橫齒獸科演化而來。一般認定非似哺乳類的犬齒獸類生物在三疊紀末滅絕。由三稜齒獸科可證明這是不正確的，三稜齒獸科是食蟲性動物。三瘤齒獸科外型類似三稜齒獸科，是草食性生物。牠們較大（可達50公分長）而且存活的更久；至少存活到早白堊紀。牠們的化石顯示出牠們是穴居動物，在科羅拉多州發先一個與遺骨大小相符合的洞穴，與足跡還有生理遺骨一起發現。Chronoperates是後白堊紀證據有限的代表，但這被通常是為某種哺乳類。三瘤齒獸科極度類似哺乳類，1920年代以前經常被歸類於哺乳類。然而，牠們的化石保留重要的爬蟲類特徵，特別是下頜與耳部。
目前發現最早的化石起源於早侏儸紀的阿根廷。大多數代表性品種來自於晚三疊紀，這時這科生物幾乎已分布於全世界。其中的小駝獸屬已經在歐洲、中國、北美發現。破碎的三瘤齒獸遺骨曾經在南極洲發現。最近的無爭議化石來自於西伯利亞與日本。三瘤齒獸科的絕種可能與哺乳類的多瘤齒獸的興起有關，尤其是北半球。
- 三瘤齒獸科：
  - 三瘤齒獸 Tritylodon
  - 卞氏獸 Bienotherium
  - 似卞氏獸 Bienotheroides
  - Bocatherium
  - 滇中獸 Dianzhongia
  - Dinnebitodon
  - Kayentatherium
  - 祿豐獸 Lufengia
  - 小駝獸 Oligokyphus
  - Stereognathus
  - Xenocretosuchus
  - 雲南獸 Yunnanodon

## 可能的非哺乳類
根據較寬鬆的定義，哺乳類開始於摩爾根獸（Morganucodon）。真犬齒獸類中少數幾個屬被歸類於哺乳類，但應該稱為爬蟲類。中國尖齒獸（Sinoconodon）是確切的例子。它的牙齒位置與成長環境並非哺乳類。同樣的例子也適用於晚三疊紀最早期(卡尼階)岩石的Adelobasileus與Gondwanadon。Haramiyida也是同樣的例子。然而，身為一個例外，Haramiyida較為人知的是它的迷你牙齒。除非等到重要的化石出土，Haramiyida的分類傾向仍有待解決中。

## 過渡性的化石
一般來說，非哺乳類的陸地脊椎動物，下頜的齒骨只有一種牙齒，與犬齒獸相比較不佔優勢。然而，犬頜獸內耳裡只有一塊骨頭，而且兩者的頜部關節是一樣的。
在哺乳類之中，除了最早期的代表以外，齒骨是唯一的下頜骨頭；牙齒非常特化；內耳有三塊協助聽力的骨頭，砧骨、錘骨、鐙骨；頜部關節是由關節骨與方骨構成。
所有這些特徵出現在三疊紀到侏儸紀的過度性化石紀錄中。非哺乳的真犬齒獸類變的更類似哺乳類，更多樣化的物種與早期的哺乳類之間只有生理結構上的層級差異。
在三疊紀原始哺乳類之中，可負載牙齒的齒骨變的更具有優勢，直到下頜骨變的迷你。牙齒長得更複雜、更有效率。哺乳類的頜部關節（齒骨-方軛骨）逐漸取代非哺乳類式的下頜。內耳的骨頭仍然只有一塊，其他相關的重要變化仍在進行中；耳蝸管（cochlear canal）出現，例如：雲南獸（Yunnanodon）。